# لایم (نیوهمپشایر)
لایم (به انگلیسی: Lyme) یک منطقهٔ مسکونی در ایالات متحده آمریکا است که در شهرستان گرافتن، نیوهمپشایر واقع شده‌است.
 لایم ۱۴۱٫۷ کیلومتر مربع مساحت و ۱٬۷۱۶ نفر جمعیت دارد و ۱۶۷ متر بالاتر از سطح دریا واقع شده‌است.